# Bundesstraße 7
Die Bundesstraße 7 (Abkürzung: B 7) führt von der Anschlussstelle Büderich an der Bundesautobahn 52 (A 52) bis nach Rochlitz in der Nähe von Chemnitz. Sie ist etwa 500 Kilometer lang. Ursprünglich war der westliche Streckenendpunkt Leuth-Schwanenhaus an der niederländischen Grenze bei Venlo.

## Geschichte
Die ursprüngliche 1932 eingerichtete Fernverkehrsstraße 7, ab 1934 Reichsstraße 7, führte, abweichend von der heutigen Streckenführung, östlich von Schmölln weiter über Meerane, Glauchau, Chemnitz und Freiberg bis nach Dresden, wo sie in die Reichsstraße 6 mündete. Der historische Streckenverlauf zwischen Chemnitz und Dresden wurde Mitte der 1930er Jahre in die Reichs-, heute Bundesstraße 173 einbezogen.

### Ursprünge
Im Abschnitt Sättelstädt – Gotha – Erfurt folgt die Bundesstraße 7 dem historischen Verlauf der Via Regia.
Im Kurfürstentum Hessen wurde sie 1831 als Hauptstraße erster Klasse eingeordnet. Westlich von Kassel war die Bezeichnung Holländische Straße üblich. In östlicher Richtung zwischen Kassel und Helsa Berliner Straße und nachfolgend Gothasche Straße.

### Ausbau zur Chaussee im 18. und 19. Jahrhundert
Der Streckenabschnitt zwischen Wuppertal und Hagen wurde bereits 1788 fertiggestellt und ist damit eine der ältesten Kunststraßen in Westdeutschland. Der Abschnitt zwischen Iserlohn und Menden (Sauerland) wurde zwischen 1816 und 1817 erbaut. Der mittlere Streckenabschnitt durch das obere Ruhrtal wurde zwischen 1808 und 1818 von den angrenzenden Gemeinden zur Chaussee ausgebaut und 1822 als Staatschaussee übernommen.

## Situation seit 2000

### Nordrhein-Westfalen
In einigen Bereichen wird die Bundesstraße 7 von Autobahnen ersetzt. Dies trifft zu auf
- den Streckenabschnitt zwischen Nettetal-Breyell und Büderich;[3][4]
- die A 46 zwischen Hagen-Hohenlimburg und dem derzeitigen Autobahnende im östlichen Stadtgebiet von Iserlohn (Abfahrt Hemer/Iserlohn-Löbbeckenkopf) und
- die A 46 zwischen Neheim-Hüsten und Bestwig-Nuttlar.

Die früher als B 7 gewidmete Straße verbindet als L 29 – nach wie vor Nettetal-Kaldenkirchen mit dem Ortsteil Breyell, verläuft parallel zur A 61 in Richtung Viersen-Dülken, unterquert am Ortsausgang von Dülken die A 61, wird zur innerstädtischen Schnellstraße, umrundet Viersen östlich, um am Zubringer Mönchengladbach-Nord auf die B 57 zu stoßen. Ab dem BAB-Kreuz Neersen verläuft die ehemalige B 7 entlang des Alten Nordkanals von 1804 bis Kaarst und weiter über Neuss als L 230.
Westlicher Beginn ist (Stand August 2021) das Ende der A 52 bei der Anschlussstelle Büderich. Dort wechselt die Beschilderung von blau (A 52) auf gelb (B 7). Die B 7 verläuft in Düsseldorf über die Theodor-Heuss-Brücke („Nordbrücke“), danach ein kurzes Teilstück im Stadtteil Derendorf zusammen mit B 1 und B 8 bis zum Knotenpunkt „Mörsenbroicher Ei“. Nach Durchquerung der Stadtteile Grafenberg, Gerresheim, Ludenberg und Hubbelrath verlässt die B 7 die Landeshauptstadt in Richtung Mettmann. Dort führt sie seit dem Jahr 2008 über die neu gebaute Südumgehung nach Wuppertal und von dort über Schwelm und Gevelsberg nach Hagen und Iserlohn. Im Bereich Schwelm–Hagen führt sie über die A 1, zwischen Iserlohn–Hemer und Arnsberg–Bestwig/Nuttlar über die A 46, die alte B 7 wurde dort zur Landesstraße herabgestuft. Hinter Bestwig-Nuttlar beginnt sie wieder am Autobahnende der A 46 und führt in Richtung Kassel.
An der A 44 von Dortmund nach Kassel wurde am 8. Dezember 2006 die Anschlussstelle Marsberg an der Landesgrenze zwischen Nordrhein-Westfalen und Hessen freigegeben. Sie verbindet die A 44 mit der B 7.

### Hessen
Bei Calden liegt an der B 7 der Flughafen Kassel-Calden. Nördlich und östlich vorbei an der Ortschaft und südlich vorbei am Flughafen wurde von 2016 bis 2024 eine knapp fünf Kilometer lange Ortsumfahrung angelegt, was ursprünglich bis voraussichtlich 2022 dauern sollte, dann auf Ende 2023 und später auf voraussichtlich 2025 verschoben wurde. Sie enthält vier neue Brücken: zwei lange Bachbrücken [Überführung des Caldetals (330 m lang) und Überführung des Jungfernbachtals (232 m lang)] sowie je eine kurze Straßenbrücke (Unterführung der von der B 7 abzweigenden und neu zu trassierenden K 47 zur B 83 in Richtung Burguffeln) und Wirtschaftswegbrücke (Unterführung). Der nordwestliche Teil der Ortsumfahrung, der zwischen dem Flughafen und Calden liegt, wurde am 20. Dezember 2022 für den Verkehr freigegeben. Der südöstliche Teil zwischen Calden und der Espenauer Siedlung Schäferberg, der – abgesehen von zum Beispiel der bereits lange zuvor in diesem Bauabschnitt fertiggestellten Brücke über den Jungfernbach – ab 26. Juni 2023 neu gebaut wurde, wurde am 26. Juli 2024 freigegeben. 2022 wurden für das komplette Bauprojekt Kosten von rund 52 Millionen Euro genannt; schließlich wurden es 64 Millionen Euro.
Seit Sommer 2007 gibt es auf der B 7 auf dem Streckenabschnitt zwischen Kassel-Ost und Hessisch Lichtenau fünf stationäre Überwachungsanlagen („Blitzerkameras“), um die Höchstgeschwindigkeit von 80 km/h zu kontrollieren. Dieser Schritt wurde unternommen, weil auf diesem Abschnitt vermehrt Menschen ums Leben kamen.
Das erste Teilstück der A 44 östlich von Kassel bei Hessisch Lichtenau wurde im Oktober 2005 eröffnet. Die Autobahn soll bis Mitte der 2020er Jahre vollständig die Funktion der B 7 als Direktverbindung zwischen Kassel und Eisenach übernehmen.
Zwischen den Autobahnanschlussstellen Hessisch Lichtenau-Ost und Waldkappel der A 44 wurde die B 7 zur Kreisstraße 33 herabgestuft. Die Fahrbahnbreite wird im Zuge der Herabstufung seit Oktober 2019 verringert.
Vor Thüringen verläuft die B 7 durch den Ringgau. Dieser bis 1989 infolge der Deutschen Teilung wenig befahrene Abschnitt ist heute bis Ifta wegen fehlender Ortsumgehungen und teilweise nur zweistreifigen Ausbaus ein Nadelöhr.

### Thüringen
Am 21. April 2004 wurde die 41 Mio. teure, 12,2 km lange Ortsumgehung Altenburg freigegeben, auf welcher die B 7 gemeinsam mit der B 93 und der B 180 verläuft. Seitdem wird die Stadt Altenburg vollständig umgangen.
Eine Anbindung der an der B 7 gelegenen Orte Treffurt und Creuzburg in Thüringen über Anschlussstellen der Neubaustrecke der A 44 ist nicht vorgesehen.
Seit dem 9. Januar 2010 endet wegen der Verlegung der A 4 nördlich und östlich von Eisenach die Bundesstraße 7 an der Anschlussstelle Eisenach-West der A 4. Ein Abschnitt der ehemaligen B 7 südlich der Autobahn-Anschlussstelle Eisenach-West wurde zum nördlichsten Abschnitt der Bundesstraße 19. Der Abschnitt der ehemaligen B 7 östlich von Eisenach über Wutha-Farnroda nach Gotha wurde zur Landesstraße 3007 in Baulast des Freistaates Thüringen abgestuft.
Von 2018 bis 2020 wurde bei Gotha die dreispurige Ortsumfahrung Tüttleben gebaut, die am 9. Juni 2020 eröffnet wurde. Eine Weiterführung als Ortsumfahrung Gotha-Siebleben ist im Bundesverkehrswegeplan 2030 als Vordringlicher Bedarf geführt.
In Erfurt wurde die B 7 nach Fertigstellung des Erfurter Rings von der A 71-AS Erfurt-Bindersleben bis Linderbach zur Kreisstraße 16 herabgestuft. Zeitgleich wurde sie von Linderbach aus auf die vierspurige L 1052 (Ostumfahrung Erfurt) von der AS Linderbach bis zur A 71-AS Erfurt-Nord verlegt.
Seit dem 1. Januar 2015 ist die Bundesstraße 7 zwischen den Anschlussstellen Eisenberg an der BAB 9 und Ronneburg an der BAB 4 zur Landesstraße heruntergestuft. Grund ist laut Landesamt die fehlende fernverkehrstechnische Bedeutung der Strecke bei Parallelverlauf zu Bundesautobahnen.

## Vorübergehende länger andauernde Straßensperrungen
Vom 21. Juli 2014 bis zum 10. Juli 2017 war die Ortsdurchfahrt Wuppertal (Döppersberg / Bahnhof) zwischen Brausenwerth und Kasinostraße gesperrt.

## Die Zukunft der B7 betreffende aufgegebene Planungen
Geplant war, die B 7 in Hagen aus der Wehringhauser Straße (ab Bodelschwinghplatz) und dem Graf-von-Galen-Ring zu verlegen und über die neue Bahnhofshinterfahrung Hagen von Bodelschwinghplatz hinter dem Bahnhof her bis zur Brücke über die DB an der Eckeseyer Straße zu führen. Ein erster kleinerer Abschnitt wurde im Juli 2014 eröffnet, die vollständige Freigabe erfolgte am 13. März 2020. Zum 1. Januar 2015 wurde der Abschnitt zwischen Schwelm und Hagen zur Landesstraße abgestuft, so dass die neue Bahnhofshinterfahrung kein Teil der B 7 werden wird.

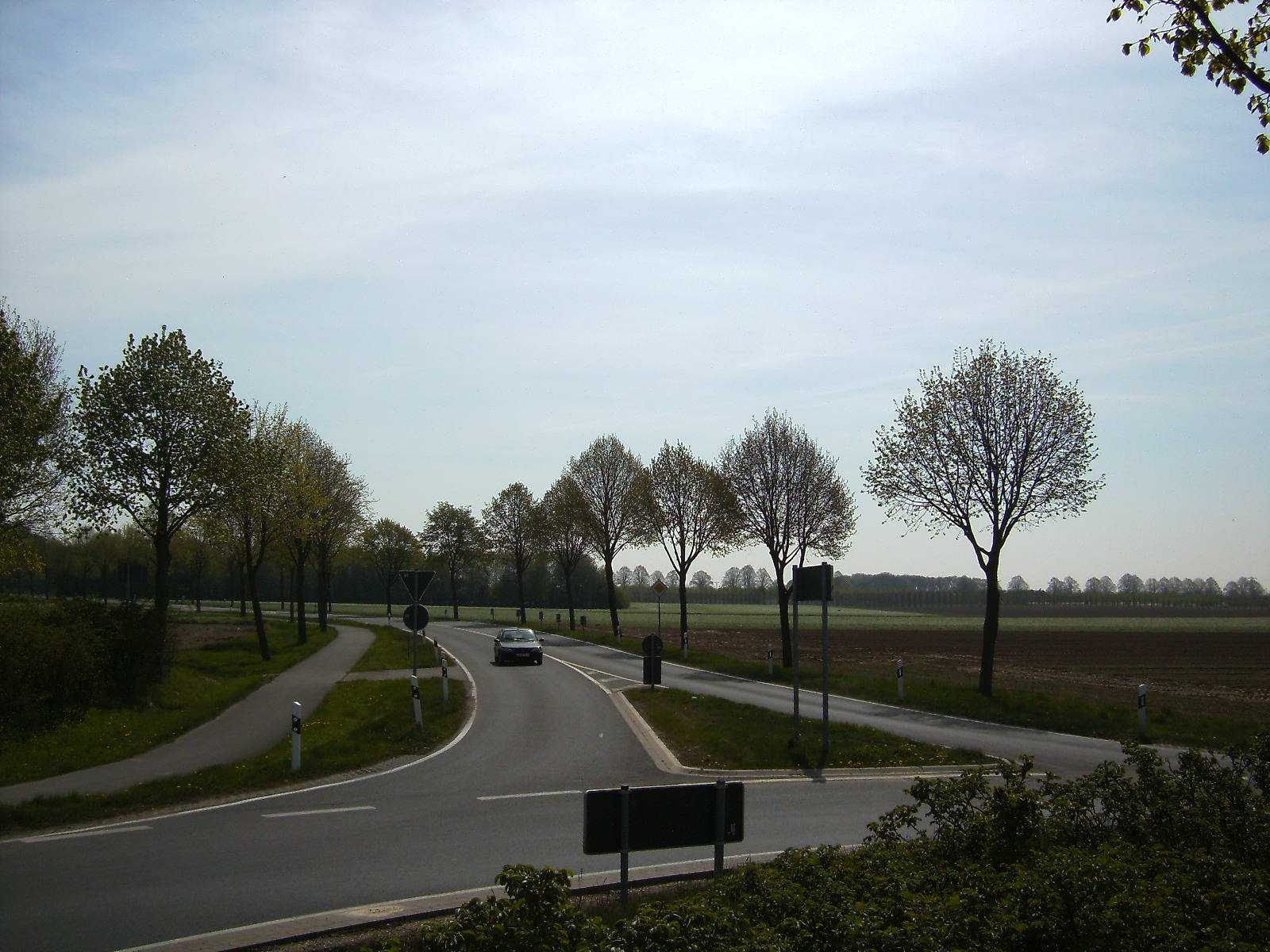
Hier bei den Breyeller Peschen in Nettetal begann die B 7, die nun in die Landstraße 29 umbenannt wurde.
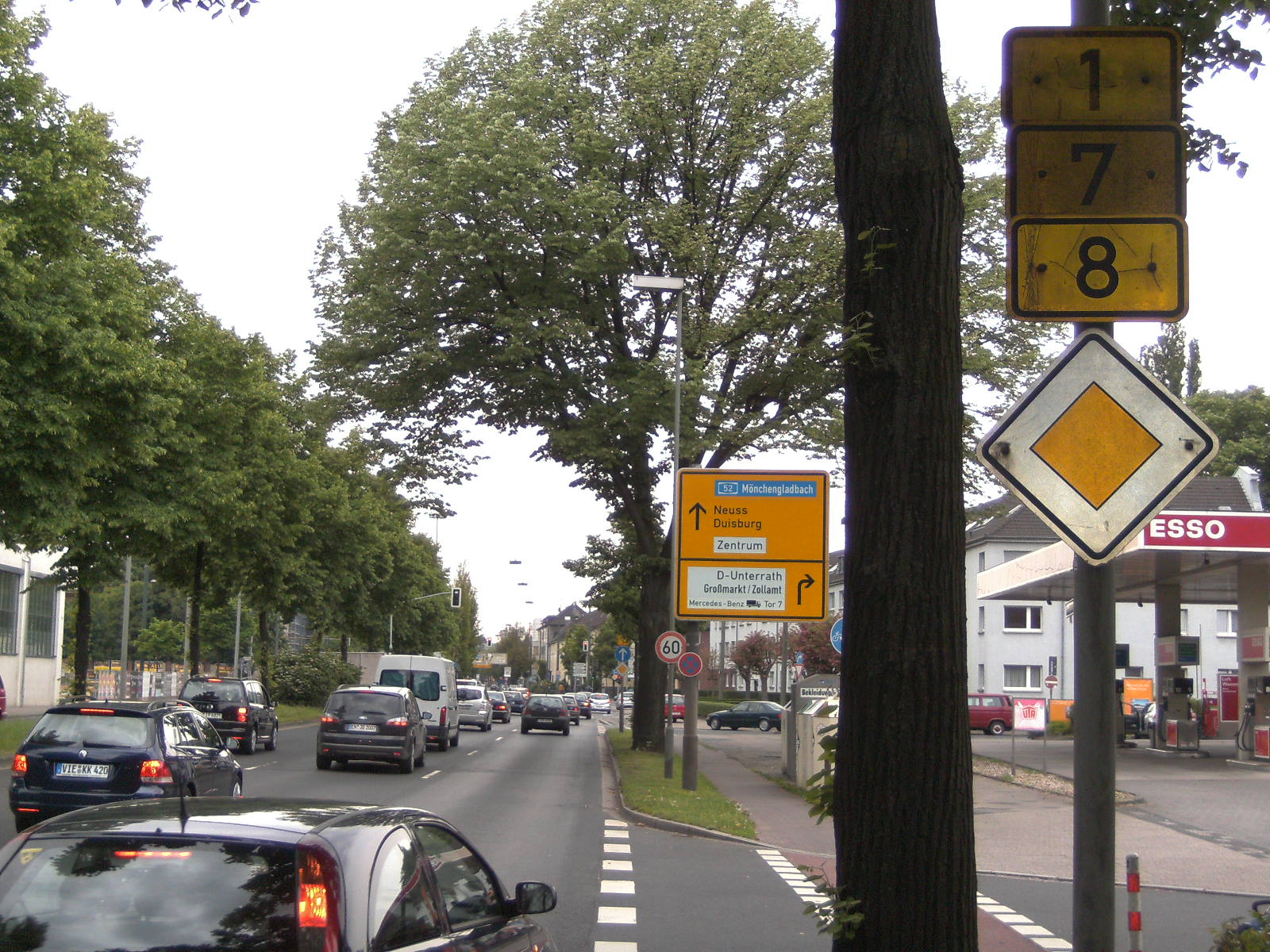
In Düsseldorf-Derendorf haben die B 1, B 7 und B 8 auf rund 2 km eine gemeinsam verlaufende Strecke.
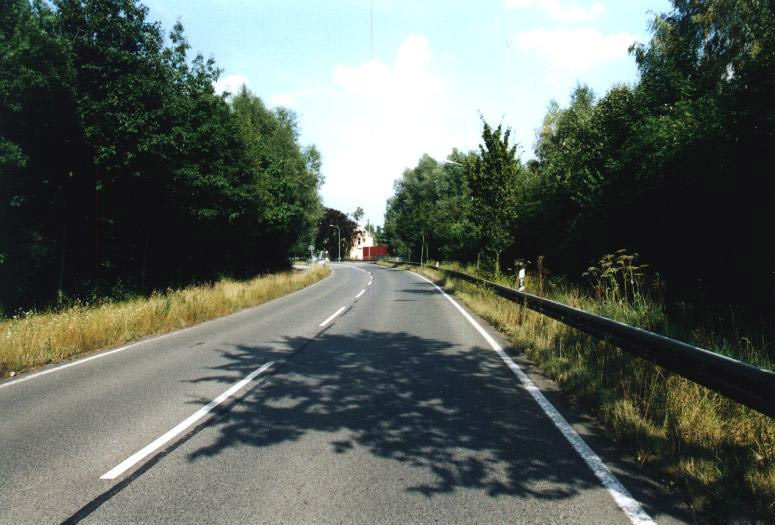
Die Bundesstraße 7 bei Mettmann
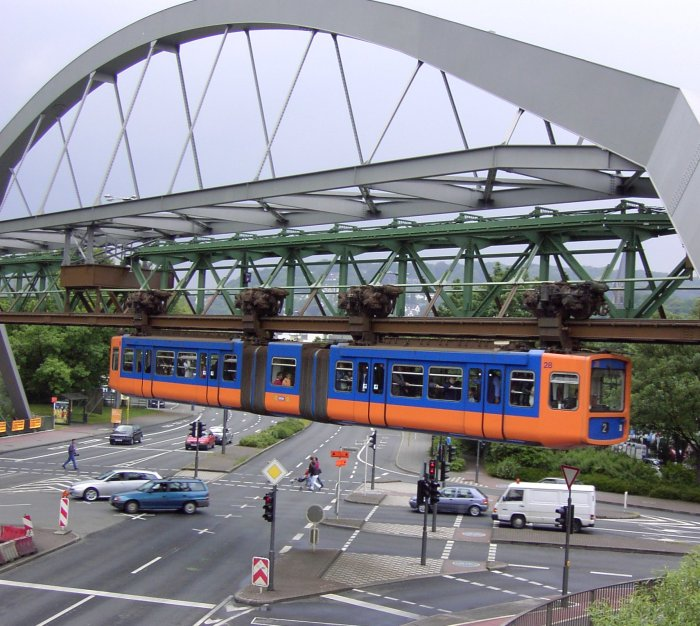
Die B 7 unter der Wuppertaler Schwebebahn

## Weiteres
Die 1965 entdeckte B 7-Höhle in Iserlohn-Grüne ist nach ihr benannt.